# Монтекки, Просперо
Просперо Монтекки (итал. Prospero Montecchi; 6 августа 1863, Реджо-нель-Эмилия — 25 декабря 1947, Венеция) — итальянский виолончелист.
Сын домашнего слуги и швеи. Окончил Болонский музыкальный лицей (1882), ученик Франческо Серато. После этого в течение года преподавал виолончель и контрабас в музыкальной школе своего родного города. В 1884—1886 гг. жил и работал в Ницце, концертмейстер виолончелей в оркестре городского театра, играл также в струнном квартете. Затем в 1887—1905 гг. жил в Ренне, преподавал в городской консерватории. Концертировал во многих городах Франции, гастролировал в Манчестере и Оксфорде, в 1901 году провёл успешные гастроли по Италии. В 1905 году занял кафедру виолончели в Венецианском музыкальном лицее, где преподавал до 1933 года; среди его учеников были Джильберто Крепакс, Эдоардо Гварньери, Франко Росси и другие заметные музыканты. Выступал в составе Венецианского трио со скрипачом Франческо Гварньери и пианистом Джино Тальяпьетра; последний был также педагогом дочери Монтекки Хильды, а затем женился на ней. Изредка продолжал выступать с сольными концертами, в том числе с дочерью в качестве аккомпаниатора.